# Армязь (селище)
Армя́зь (рос. Армязь, удм. Армязь) — селище у складі Камбарського району Удмуртії, Росія.
Населення — 161 особа (2010; 174 у 2002).
Національний склад:
- росіяни — 87 %